# نبالة بابوية
كغيرها من الدول والكيانات في أوروبا، تمتلك الفاتيكان عددًا من الألقاب والتشريفات التي كانت في السابق محصورة على طبقة النبلاء وأصبحت في الوقت الحالي مفتوحة لكل من يؤدي خدمات جليلة للكنيسة أو للحبر الأعظم؛ وتاريخ هذه الألقاب في الفاتيكان قديم ويعود لمرحلة الدولة البابوية حيث منح الفاتيكان عددًا من العائلات لقب أمير، كعائلة فارينزي الموكولة حماية مفاتيح الكابيلا السيستينية خلال تواجد الكرادلة داخلها في حفل انتخاب البابا؛ هناك أيضًا عدد من العائلات التي حازت لقب أمير لكونهم مساعدي البابا، ولا تزال هذه العائلات كعائلتي كولونا وباليانو تقوم بمهامها حتى العصر الحالي؛ فضلاً عن أمراء أسرة تورولينا التي أوكلت لهم في السابق إدارة الشؤون المالية للفاتيكان.
هناك أيضًا ألقاب «النبالة السوداء» (باللاتينية: aristocrazìa nera) التي منحتها الفاتيكان للأسر التي وقفت إلى جانب البابا بيوس التاسع خلال فترة الفوضى التي تلت القضاء على الدولة البابوية من قبل المملكة الإيطالية، والتي دعي خلالها البابوات سجناء روما، وهو أصل اسم «النبالة السوداء» إذ إنه منح خلال فترة سوداء من تاريخ الفاتيكان، وأما اليوم فلقب أمير في دولة الفاتيكان، مفتوح لكل من يقدم خدمات جليلة للكنيسة أو الفاتيكان، وقد أعاد البابا بولس السادس رسم القواعد والقوانين الخاصة بمنح لقب الأمير بمختلف أطيافه عام 1977.

## أسر بابويّة

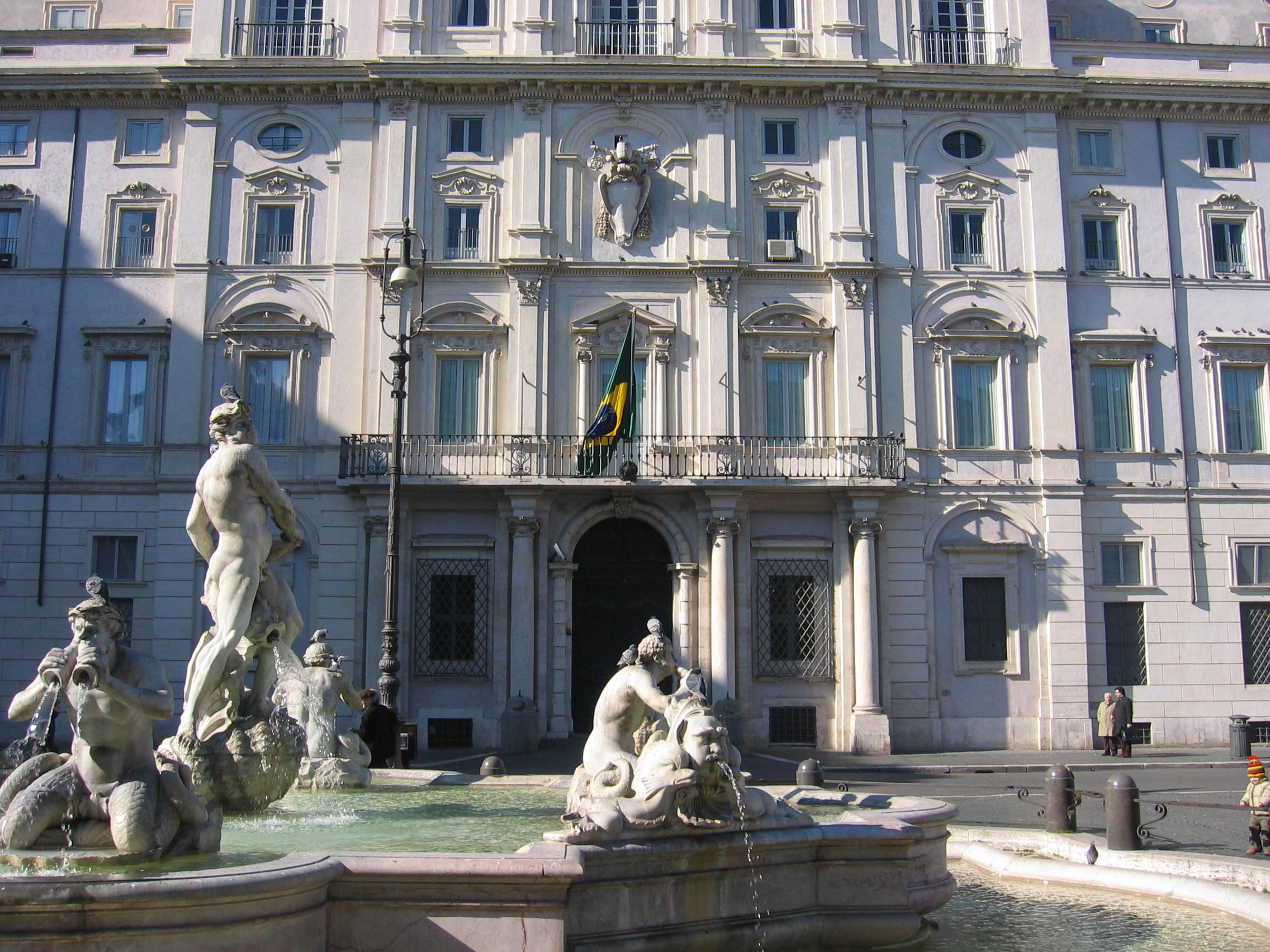
مقر آل بامفيلي في روما، وهي من الأسر التي سيطرت على الكرسي الرسولي.

أدّت الثروات المتدفقة على العالم المسيحي خلال عصر النهضة إلى سيطرة بعض العائلات مثل آل ميديشي وآل بورجيا على الكرسي الرسولي، من بين هذه العائلات:
- آل أورسيني.
- آل ألدوربرانديني.
- آل بورجيا.
- آل باربريني.
- آل بورغيسي.
- آل ديلا روفيري.
- آل شيجي.
- آل دي مونتالتو.
- آل كولونا.
- آل أورسيني.
- آل بامفيلي.
- آل فارنيزي.
- آل ميديشي.